# Familiar to Millions
Familiar to Millions – перший концертний альбом британського гурта Oasis. Пісні с 1 по 17 записані під час концерту гурту на стадіоні Вемблі 21 липня 2000 року. Остання, 18 пісня записана під час концерту у Мілвокі, США, 16 квітня 2000 року. івка дебютувала на 5 місці у британському чарті, з продажами 57 000 копій на перший тиждень. На сьогодні продано приблизно 320 000 дисків альбому тільки у Великій Британії. Також продано приблизно 70 000 примірників у США.

## Список пісень

### Диск 1
1. "Fuckin' in the Bushes" (intro tape) – 3:04
2. "Go Let It Out" – 5:32
3. "Who Feels Love?" – 5:59
4. "Supersonic" – 4:30
5. "Shakermaker" – 5:13
6. "Acquiesce" – 4:18
7. "Step Out"  – 4:05
8. "Gas Panic!" – 8:01
9. "Roll with It" – 4:43
10. "Stand by Me" – 5:49

### Disc two
1. "Wonderwall" – 4:34
2. "Cigarettes & Alcohol" – 6:53
3. "Don't Look Back in Anger" – 5:09
4. "Live Forever" – 4:52
5. "Hey Hey, My My (Into the Black)" (Ніл Янг) – 3:45
6. "Champagne Supernova" – 6:31
7. "Rock 'n' Roll Star" – 6:19
8. "Helter Skelter" – 6:32

### Спеціальна версія
1. "Go Let It Out"
2. "Who Feels Love?"
3. "Supersonic"
4. "Shakermaker"
5. "Acquiesce"
6. "Gas Panic!"
7. "Roll with It"
8. "Wonderwall"
9. "Cigarettes & Alcohol"
10. "Don't Look Back in Anger"
11. "Live Forever"
12. "Champagne Supernova"
13. "Rock 'n' Roll Star"